# Pappocetus
Pappocetus — вимерлий протоцетидний китоподібний, відомий з еоцену Нігерії та Того.
Типовий зразок BMNH M11414 — неповна ліва нижня щелепа із симфізом, молочним премоляром та непрорізаними молярами. Він був знайдений у бартонських (від 40,4 до 37,2 мільйона років тому) шарах формації Амекі на півдні Нігерії.
Вид названий на честь сера Фредеріка Лугарда, який надіслав один з екземплярів Ендрюсу.